# Il filo rosso
(Mario Isnenghi)
 Il filo rosso  è un saggio di storia contemporanea del ricercatore italiano Giovanni Sbordone, pubblicato nel 2007 in collaborazione con l'Istituto veneziano per la storia della Resistenza e della società contemporanea, oltre che con la CGIL, nell'ambito delle iniziative della CGIL regionale del Veneto per celebrare la ricorrenza del 2006 (primo centenario della fondazione della CGIL nazionale, avvenuta — appunto — nel 1906).
Com'è peraltro esplicitato nel sottotitolo stesso dell'opera, si tratta di un testo che tenta di sintetizzare in un volume decisamente agile sul piano tipografico la storia del più antico sindacato italiano, inserita nella parallela evoluzione del tessuto socio-culturale del Veneto.
Il volume è introdotto da una prefazione di Mario Isnenghi.

## Piano generale dell'opera
- Capitolo primo: Tra Otto e Novecento: le Camere del lavoro
- Capitolo secondo: La prima vita della Confederazione
- Capitolo terzo: Storia di un sindacato fuorilegge
- Capitolo quarto: All'ombra dei campanili
- Capitolo quinto: Sessantotto e dintorni
- Capitolo sesto: Il sindacato nel Veneto del successo

## Edizioni
- Giovanni Sbordone, Il filo rosso - Breve storia della Cgil nel Veneto bianco, nuovadimensione, 2007, ISBN 978-88-89100-47-9.